# Lex Cornelia de iniuriis
Die Lex Cornelia de iniuriis war ein Gesetz aus dem Gesamtpaket der sullanischen Verfassungsreformen der Zeit zwischen 82 und 79 v. Chr. Kernmerkmal des Gesetzes war die Verschärfung des Prozesswesens für schwere Fälle von Rechtsverletzungen (iniuriae). 
Eingeführt wurde, unter Ablösung des Privatstrafverfahrens, das Quästionsverfahren im Stile einer öffentlichen Kriminalgerichtsbarkeit vor Schwurgerichten (quaestio perpetua de maiestate). Drei Injurien wurden tatbestandlich besonders hervorgehoben, die Beleidigung, der Hausfriedensbruch und die vorsätzlichen schweren Körperverletzungen. Diese Tatbestände wurde, abgesehen von der überhaupt gestatteten actio iniuriam aestimatoria, auch mit einer öffentlichen Strafe belegt. Unbekannt ist, worin die Strafe bestanden hat, denn sie wird nirgendwo erwähnt. 
Die Delikte bauten auf den hergebrachten Grundtatbeständen des Zwölftafelgesetzes auf. Die früher angeordneten Rechtsfolgen in Form von Geldbußen und talionsrechtlichem Ausgleich wichen seit der lex Aquilia den Einzug haltenden schadensersatzrechtlichen Interessen. Nunmehr wurde ihnen das öffentliche Interesse gegenübergestellt.